# NGC 5490
NGC 5490 هي مجرة راديوية تقع في كوكبة العواء.

## Gra 1408+17
Gra 1408+17 هي مصدر راديو فلكي في NGC 5490، وتقع الإحداثيات :
```
RA 14h 10.4m, Dec. +17° 32′; إحداثيات المجرة J2000 : 009.27 ± 180000, +69.41 ± 180000
```

## وصلات خارجية
- NGC 5490 على موقع ويكي سكاي: DSS2, SDSS, GALEX, IRAS, Hydrogen α, X-Ray, Astrophoto, Sky Map, Articles and images